# Toony Tube
Toony Tube este un serial de televiziune animat britanic - spaniol creat pentru Cartoon Network de Santiago Castillo Linares. Toony Tube este prezentat de o marionetă care seamănă cu un băiat cu părul blond, cu ochelari negri cu rame negre, care poartă căști de joc și este la fel ca un tipic Let's Player de pe YouTube. 
Seria are unele asemănări cu seria Cartoon Network din America Latină, Let’s Play - Toontubers. 
Serialul a avut premiera inițială în Spania pe Boing pe 21 iulie 2018. O versiune în limba engleză a avut premiera în august 2018 pe Cartoon Network UK, cu Andy Davies, un fost prezentator Cartoon Network UK, din 2013 până în 2016, ca vocea lui Toony. În România a avut premiera pe 15 septembrie 2018 pe canalul Cartoon Network.